# جان هارسانی
جان هارسانی (به انگلیسی: John Harsanyi)
(متولد ۲۹ مه ۱۹۲۰ – درگذشته ۹ اوت ۲۰۰۰)
اقتصاددان آمریکایی-مجاری بود که در سال ۱۹۹۴ موفق به دریافت جایزه نوبل اقتصاد شد.